# Medinilla lauterbachiana
Medinilla lauterbachiana är en tvåhjärtbladig växtart som beskrevs av Rudolf Mansfeld. Medinilla lauterbachiana ingår i släktet Medinilla och familjen Melastomataceae. Inga underarter finns listade i Catalogue of Life.